# Excoecaria rectinervis
Excoecaria rectinervis är en törelväxtart som först beskrevs av Wilhelm Sulpiz Kurz, och fick sitt nu gällande namn av Wilhelm Sulpiz Kurz. Excoecaria rectinervis ingår i släktet Excoecaria och familjen törelväxter.
Artens utbredningsområde är Nicobarerna. Inga underarter finns listade i Catalogue of Life.